# Wołowa Kazalnica

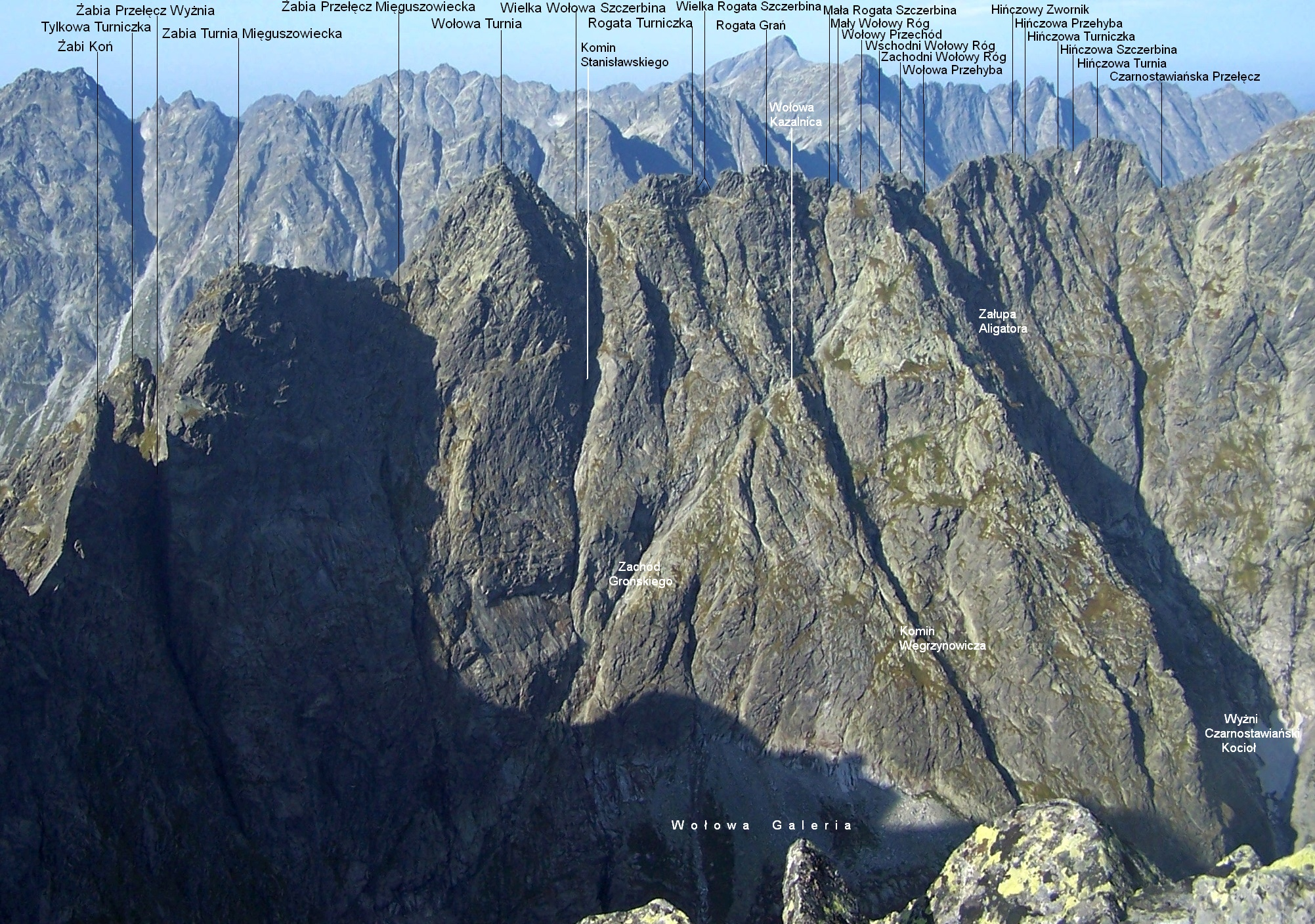

Wołowa Kazalnica (ok. 2260 m) – najwyższy punkt wielkiej trójkątnej ściany na północnych stokach Wołowego Grzbietu w polskich Tatrach Wysokich. Dolna część ściany ma budowę płytową. Ścianę od prawej strony (patrząc od dołu) ogranicza Komin Węgrzynowicza, z lewej Zachód Grońskiego, podstawę zaś tworzy Wołowa Galeria. Wysokość ściany wynosi od 0 w lewej części do 220 m w prawej. Wierzchołek znajduje się w linii spadku kulminacyjnego punktu Rogatej Grani, nad Zachodem Grońskiego wznosi się zaledwie kilka centymetrów. Występujące w Wołowej Kazalnicy formacje skalne nie mają przedłużeń w ścianie ciągnącej się nad Zachodem Grońskiego do grani.

## Taternictwo
Pierwsze przejściePierwsi na Wołowej Kazalnicy byli pierwsi zdobywcy Zachodu Grońskiego: Wanda Jeronimówna i Mieczysław Świerz 31 sierpnia 1921 roku.
Drogi wspinaczkowe
1. Prawym żebrem; II, na krótkim odcinku III, jedno miejsce IV w skali UIAA, czas przejścia 1 godz.;
2. Lewą częścią ściany (Wyjście awaryjne); V/V+, 1 godz.[1]